# Никита (Лулиас)
Архиепи́скоп Ники́та (греч. Αρχιεπίσκοπος Νικήτας, в миру Ники́тас Лу́лиас, греч. Νικήτας Λούλιας; род. 22 июня 1955, Тампа, Флорида, США) — епископ Константинопольского патриархата, архиепископ Фиатирский (с 2019).

## Биография
Родился 22 июня 1955 года в городе Тампа в штате Флорида в США в семье Константина (Гаса) и Каллиопы (Калли) Лулиас в Тампе, штат Флорида, где он воспитывался вместе со своим братом Джоном. В детстве он был прихожанином греческой православной церкви Святого Николая и посещал среднюю школу Тарпон-Спрингс. После окончания средней школы он поступил в Университет Флориды, где был членом университетского почётного общества Savant. Лулиас получил степень бакалавра искусств с отличием в 1976 году.
Получив степень бакалавра, он поступил в Греческую православную школу богословия Святого Креста, получив степень магистра богословия в 1980 году. Его пребывание в качестве аспиранта было отмечено отличиями: он был включён в список «Who’s Who of American Colleges and University Students» в 1975 и 1979 годах; в 1980—1981 годах он был международным стипендиатом Ротари; и аспирантом Министерства иностранных дел Греции в 1981—1982 годах. После этого он продолжил дополнительное обучение в аспирантуре Университета Аристотеля в Салониках, Греция, до ноября 1982 года.
После возвращения в США, с 1982 по 1984 год исполнял обязанности секретаря конгрессмена Майкла Билиракиса от округа Вашингтон.
В 1985 году архиепископом Американским Иаковом (Кукузисом) хиротонисан во диакона и в том же году в сан пресвитера. Проходил служение в качестве второго священника в церкви святых Константина и Елены в Меривилле (штат Индиана, США).
С 1987 по 1995 года проходил служение в качестве секретаря Чикагской епархии.
В 1988 году возведён в достоинство архимандрита и до 1991 года состоял лектором в Университете Лойолы в Чикаго.
С конца 1992 и до середины 1993 года изучал русский язык и историю в Санкт-Петербургской духовной академии. В это время проявил интерес к молодёжным программам Синдесмоса.
1 июля 1995 года назначен настоятелем Димитриевского храма в Чикаго.
2 декабря 1996 года решением Священного Синода Константинопольской православной церкви был избран первым митрополитом Гонконгским, экзархом Дальнего Востока, а 14 декабря 1996 года в патриаршем соборе святого Георгия хиротонисан в сан епископа.
12 января 1997 года в кафедральном храме святого Луки в Гонконге состоялся чин его интронизации в которой принял участие Патриарх Варфоломей и митрополит Панамский Афинагор (Анастасиадис).
В 2007 году в интервью католическому еженедельнику заявил, что он не согласен с политикой китайского правительства в отношении религии, так как оно не включает православие в число пяти «официальных религий» страны (католицизм, протестантизм, ислам, буддизм и даосизм).
В марте 2007 года был назначен ректором Православного института патриарха Афинагора в Беркли, штат Калифорния, США, в связи с чем 29 августа 2007 года последовало его назначение митрополитом Дарданелльским.
Следуя призыву патриарха Константинопольского Варфоломея об увеличении числа клириков, имеющих турецкое гражданство, получил паспорт гражданина Турции, что позволяло бы в будущем участвовать в выборах патриарха Константинопольского.
12 июня 2019 года решением Священного Синода Константинопольской православной церкви избран архиепископом Фиатирским.
На проходившей с 14 по 20 июня 2023 в Таллине Генеральная ассамблея Конференции европейских церквей митрополит Никита был избран её президентом.